# Kauczuk naturalny

Wzór strukturalny meru kauczuku naturalnego

Kauczuk naturalny, cis-1,4-poliizopren, NR – polimer pochodzenia naturalnego należący do politerpenów. Cząsteczki polimeru mogą składać się z 320 do 35 tys. reszt izoprenowych, co odpowiada masie cząsteczkowej od 100 tys. do kilku milionów Da. W cząsteczkach kauczuku występują wyłącznie wiązania podwójne w konfiguracji cis. Z kauczuku wytwarzanych jest ponad 40 tys. wyrobów w tym ponad 400 wyrobów medycznych.

## Występowanie
Kauczuk jest składnikiem soku mlecznego u około 2000 gatunków roślin dwuliściennych. W kontakcie z tlenem masa cząsteczek polimeru wzrasta. Jest substancją wykorzystywaną gospodarczo. Najczęściej do produkcji kauczuku wykorzystywany jest sok mleczny kauczukowca brazylijskiego, gwajuli srebrzystej i mniszka kok-sagiz. Kauczuk jest składnikiem soku mlecznego roślin z rodzin wilczomleczowatych, morwowatych i toinowatych.

## Biosynteza
Substratami w biosyntezie kauczuku są kwas mewalonowy i piroforforan izopentylu. Enzymy niezbędne do przeprowadzenia reakcji obecne są w soku mlecznym a energia pochodzi z glikolizy, której zachodzenie zaobserwowano w wydzielinie.

## Produkcja przemysłowa

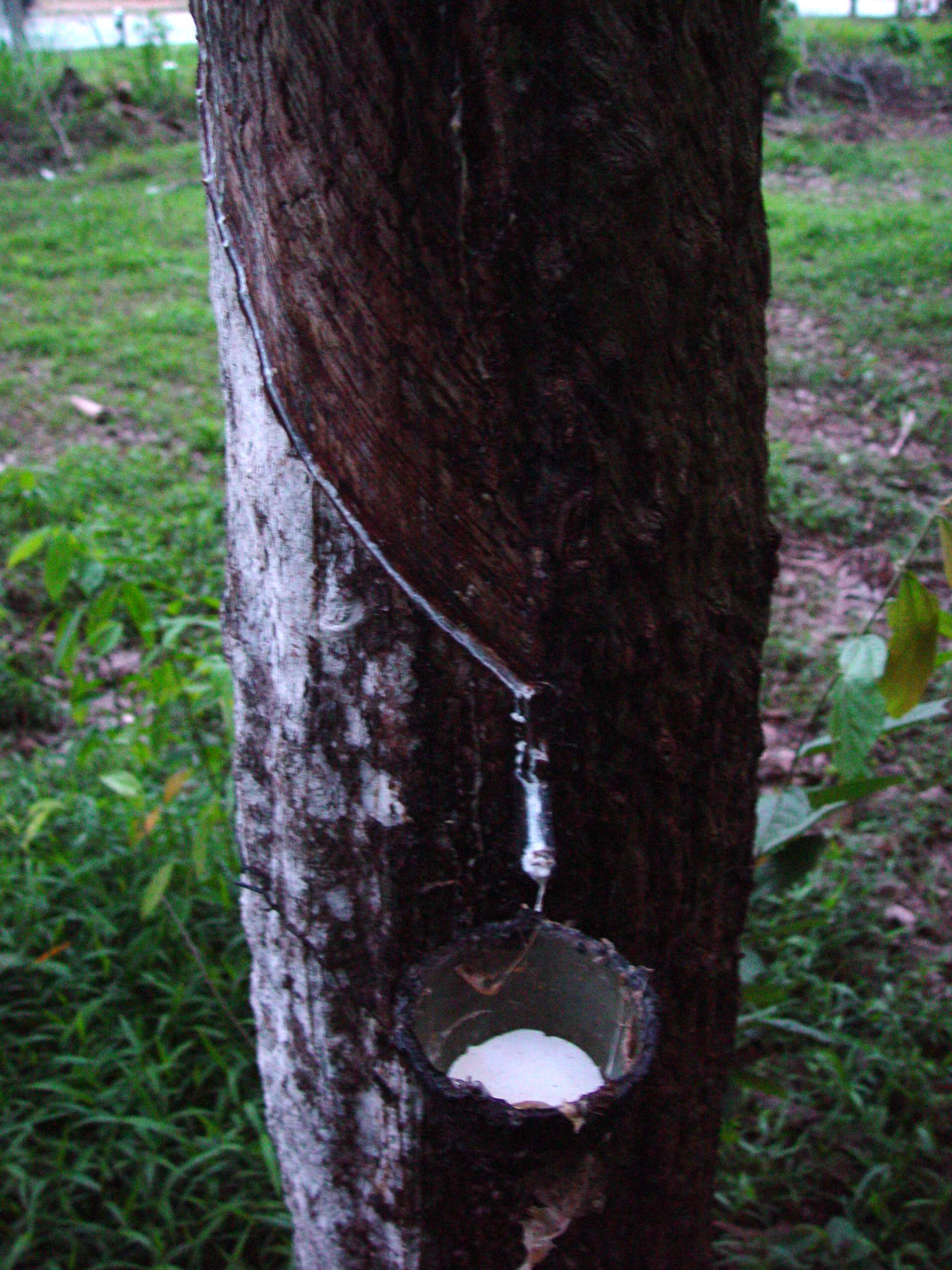
Pozyskiwanie soku mlecznego z kauczukowca

Wykorzystanie kauczuku przez człowieka rozpoczęło się w Ameryce Centralnej jeszcze przed dopłynięciem do jej brzegów Krzysztofa Kolumba w 1492 roku. Stosowaną nazwę uzyskiwanej z soku drzew elastycznej masie nadali Indianie. Europejczycy przybyli na kontynent amerykański nie tylko przejęli technikę pozyskiwania kauczuku, lecz także rozprzestrzenili uprawy na inne obszary. Kauczuk pozyskiwany jest głównie z drzewa kauczukowca brazylijskiego (Hevea brasiliensis), uprawianego w wilgotnym, tropikalnym klimacie. Jeden hektar upraw to od 350 do 500 drzew. Z każdego drzewa można uzyskać około 5 kg suchego surowca, co odpowiada rocznej wydajności upraw na poziomie 2000 kg/ha. Kauczuk pozyskiwany jest z drzew w wieku pomiędzy 5 a 20–25 lat. Rano wykonuje się na drzewach nacięcia w kształcie litery V. Poniżej nacięć umieszczane jest naczynie, do którego spływa sok mleczny. Pozyskany lateks zbierany jest po 5–8 godzinach od nacinania drzew. Zebrany płyn może być oczyszczany i stabilizowany, a następnie przewożony do zakładów przemysłowych wytwarzających przedmioty z kauczuku lub już na plantacji suszony i formowany w bryły o masie 33 kg wykorzystywane w przemyśle. Wysokiej jakości kauczuk ma jednolitą konsystencję i żółtą barwę.
Kauczuk rozpuszcza się w węglowodorach alifatycznych i aromatycznych oraz w węglowodorach chlorowanych. Roztwory kauczuku naturalnego zawierające substancje wulkanizujące stosuje się jako kleje.